# Ripley's Believe It or Not!
Ripley's Believe It or Not! (Acredite se Quiser, no Brasil) era originalmente uma coluna publicada em centenas de jornais em todo o mundo, apresentando fatos tão inusitados e inacreditáveis que o leitor poderia questionar suas alegações. Mais tarde foi também apresentada como um programa de televisão, produzido pela rede americana ABC de 1982 a 1986. Era apresentada pelo ator Jack Palance, acompanhado de sua filha Holly Palance, a atriz Catheryn Sherriff e a cantora Marie Osmond.
A franquia de Ripley's Believe It or Not! ganhou uma nova versão televisiva produzida de 2000 a 2003 pela rede TBS, apresentada pelo ator Dean Cain.  A Rede Record também já produziu uma versão brasileira do programa, exibida ente 2007 e 2008, e com a apresentação de Kito Junqueira.